# Sagartia elegans
Sagartia elegans är en havsanemonart som först beskrevs av Dalyell 1848.  Sagartia elegans ingår i släktet Sagartia och familjen Sagartiidae. Arten är reproducerande i Sverige. Inga underarter finns listade i Catalogue of Life.